# Brad Jacobs
Brad Jacobs (ur. 11 czerwca 1985 w Sault Ste. Marie) – kanadyjski curler, reprezentował Kanadę na Zimowych Igrzyskach Olimpijskich 2014, podczas których zdobył złote medale.

## Kariera
W 2005 Brad dowodził drużyną na Mistrzostwach Kanady Juniorów, z bilansem 8 wygranych i 4 przegranych meczów zajął 4. miejsce. Później dołączył do zespołu Ala Harndena, w którym zagrywał ostatnie kamienie. Ekipa z Sault Ste. Marie wygrała mistrzostwa Northern Ontario 2007. Tim Hortons Brier ukończyli na 6. pozycji (bilans 5-6). Rok później Jacobs także zagrał w turnieju krajowym, był jednak wówczas rezerwowym w drużynie Erica Harndena.
W 2008 Brad Jacobs stworzył własną drużynę składającą się z E.J. Harndena, Ryana Harndena oraz Caleba Flaxeya. W kolejnych latach do ekipy dołączył Scott Seabrook i Ryan Fry. Zawodnicy w latach 2010-2013 triumfowali w rywalizacji prowincjonalnej. Na Tim Hortons Brier 2010 Jacobs doszedł do fazy finałowej i zdobył brązowe medale. Był to pierwszy raz od 1993, kiedy reprezentacja Northern Ontario zakwalifikowała się do fazy play-off tych zawodów. Podczas dwóch kolejnych występów jego zespół zajął 5. miejsce.
Ponownie do fazy finałowej Jacobs trafił w Tim Hortons Brier 2013. W dolnym meczu Page play-off zespół pokonał 6:5 zawodników z Nowej Fundlandii i Labradoru (Brad Gushue), w półfinale zwyciężyli 9:7 nad ekipą z południa Ontario (Glenn Howard). W meczu finałowym drużyna wykazała się 95% skutecznością co przełożyło się na wynik 11:4 przeciwko Manitobie (Jeff Stoughton). Był to piąty tytuł mistrzowski dla Northern Ontario, ostatni został zdobyty przez Ala Hacknera w 1985. 
Brad Jacobs reprezentował Kanadę na Mistrzostwach Świata 2013. Zespół pod jego dowodzeniem w Round Robin wygrał 7 z 11 meczów, został sklasyfikowany na 4. miejscu dającym awans do dalszej części rozgrywek. Kanadyjczycy zwyciężyli kolejno 8:6 nad Danią (Rasmus Stjerne) i 6:3 nad Szkocją (David Murdoch). W finale zmierzyli się ze Szwecją (Niklas Edin), zespół z Northern Ontario zdobył srebrne medale przegrywając w ostatnim meczu 6:8.
Ówczesny mistrz kraju nie zakwalifikował się bezpośrednio do głównego turnieju Canadian Olympic Curling Trials 2013. Zespół Jacobsa musiał uczestniczyć w turnieju eliminacyjnym, awansował do dalszych rozgrywek wygrywając ostatni mecz przeciwko Bradowi Gushue. W rundzie grupowej Canadian Olympic Curling Trials jego ekipa nie odniosła porażki i znalazła się w finale. Jacobs wywalczył prawo reprezentowania Kanady na zawodach olimpijskich w Soczi pokonując w ostatnim meczu Johna Morrisa wynikiem 7:4.
Podczas rundy grupowej turnieju w Soczi Kanadyjczycy wygrali 7 z 9 meczów i z 2. miejsca awansowali do dalszej fazy rozgrywek. W półfinale wynikiem 10:6 zwyciężył Chińczyków (Liu Rui). Zawodnicy z Ontario stanęli na najwyższym stopniu podium triumfując w finale nad reprezentacją Wielkiej Brytanii (David Murdoch) 9:3.
W półfinale rozgrywek prowincjonalnych w 2012 zespół Jacobsa wygrał partię za 8 punktów (eight-ender), co jest szczególnie rzadkie na tak wysokim poziomie rywalizacji.

### Z Team Carruthers
W grudniu 2022 roku Jacobs dołączył na trzy turnieje do drużyny Reida Carruthersa. W kwietniu 2023 roku ogłosił dołączenie do tej drużyny na stałe. W kwietniu 2024 roku Brad Jacobs ogłosił rozstanie z drużyną Carruthersa. Kilka dni później poinformował o dołączeniu do Marca Kennedyego, Bretta Galanta i Bena Heberta, którzy na koniec sezonu rozstali się ze swoim skipem, Brendanem Bottcherem.

## Życie prywatne
Pracuje jako account manager w RBC Royal Bank.

## Wielki Szlem
| Turniej                | 2009/2010 | 2010/2011 | 2011/2012 | 2012/2013 | 2013/2014 | 2014/2015 |
| ---------------------- | --------- | --------- | --------- | --------- | --------- | --------- |
| Canadian Open          | A         | A         | QF        | F         | A         |           |
| Masters                | A         | x         | x         | QF        | A         | SF        |
| The National           | x         | A         | A         | QF        | x         | F         |
| Elite 10               | –         | –         | –         | –         | –         |           |
| Players’ Championships | A         | x         | A         | SF        | F         |           |

| A  | = nie uczestniczył                         |
| x  | = nie zakwalifikował się do fazy finałowej |
| QF | = ćwierćfinał                              |
| SF | = półfinał                                 |
| F  | = finał                                    |
| W  | = zwycięstwo                               |

## Drużyna
|                          | Czwarty         | Trzeci          | Drugi            | Otwierający      |
| ------------------------ | --------------- | --------------- | ---------------- | ---------------- |
| 2024/2025                | Brad Jacobs     | Marc Kennedy    | Brett Gallant    | Ben Hebert       |
| 2023/2024                | Brad Jacobs     | Reid Carruthers | Derek Samagalski | Connor Njegovan  |
| 2022/2023 (część sezonu) | Reid Carruthers | Brad Jacobs     | Derek Samagalski | Connor Njegovan  |
| 2021/2022                | Brad Jacobs     | Marc Kennedy    | E.J. Harnden     | Ryan Harnden     |
| 2020/2021                | Brad Jacobs     | Marc Kennedy    | E.J. Harnden     | Ryan Harnden     |
| 2019/2020                | Brad Jacobs     | Marc Kennedy    | E.J. Harnden     | Ryan Harnden     |
| 2018/2019                | Brad Jacobs     | Ryan Fry        | E.J. Harnden     | Ryan Harnden     |
| 2017/2018                | Brad Jacobs     | Ryan Fry        | E.J. Harnden     | Ryan Harnden     |
| 2016/2017                | Brad Jacobs     | Ryan Fry        | E.J. Harnden     | Ryan Harnden     |
| 2015/2016                | Brad Jacobs     | Ryan Fry        | E.J. Harnden     | Ryan Harnden     |
| 2014/2015                | Brad Jacobs     | Ryan Fry        | E.J. Harnden     | Ryan Harnden     |
| 2013/2014                | Brad Jacobs     | Ryan Fry        | E.J. Harnden     | Ryan Harnden     |
| 2012/2013                | Brad Jacobs     | Ryan Fry        | E.J. Harnden     | Ryan Harnden     |
| 2011/2012                | Brad Jacobs     | E.J. Harnden    | Ryan Harnden     | Scott Seabrook   |
| 2010/2011                | Brad Jacobs     | E.J. Harnden    | Ryan Harnden     | Scott Seabrook   |
| 2009/2010                | Brad Jacobs     | E.J. Harnden    | Ryan Harnden     | Caleb Flaxey     |
| 2008/2009                | Brad Jacobs     | E.J. Harnden    | Ryan Harnden     | Caleb Flaxey     |
| 2007/2008                | Al Harnden      | Brad Jacobs     | Dusty Jakomait   | Rob Thomas       |
| 2006/2007                | Al Harnden      | Brad Jacobs     | Dusty Jakomait   | Rob Thomas       |
| 2004/2005                | Brad Jacobs     | Brady Barnett   | Scott Seabrook   | Steve Molodowich |

## Canadian Team Ranking System
Pozycje drużyn Brada Jacobsa w rankingu CTRS:
- 2013/2014: 1.[12]
- 2012/2013: 4.
- 2011/2012: 10.
- 2010/2011: 11.
- 2009/2010: 18.
- 2008/2009: 17.
- 2007/2008: -.
- 2006/2007: 27.